# Jólnir

Topographische Karte von Surtsey mit Jólnir und Syrtlingur

Jólnir war eine Insel, die 1966 aus vulkanischer Aktivität entstanden war und mittlerweile wieder untergegangen ist. Jólnir befindet sich südlich von Island und ist ein Eruptionsschlot des Vulkans Surtsey. Weitere Inseln mit der gleichen Eigenschaft sind Syrtlingur and Surtla. 
Der Name leitet sich aus der Nordischen Mythologie her und ist ein anderer Name für den Gott Odin.
Die Entstehung von Jólnir ist eng mit der der Nachbarinsel Surtsey verbunden, die 1963 entstand. In der Region fand vulkanische Aktivität statt und einige kleine Inseln entstanden. 1966 hob sich Jólnir bis auf 70 Meter über den Meeresspiegel. Dennoch erodierte die Insel nach Ende der vulkanischen Aktivität am 8. August 1966 wieder und sank im Oktober 1966 wieder unter den Meeresspiegel.